# Антидизайн
Антидизайн, также радикальный дизайн, контрдизайн (англ. Anti-Design, Radical Design, Counter-Design), — направление «альтернативного» дизайна и архитектуры в 1960-х и 1970-х годах, в первую очередь в Великобритании и Италии. Концепция антидизайна заключалась в том, что на первое место в предмете ставилась его социальная и культурная роль, главенство же эстетической стороны предмета отвергалось. Работы в этом направлении были ориентированы в большей степени на самовыражение, а не на функциональность, на удовлетворение потребностей индивидуума, при этом обычно в гротескной («радикальной»), фантастической, нередко с опорой на «шутливое начало» и непрактичность; нередко использовались яркие цвета и нарушение пропорций.
В этом направлении работали английская архитектурная группа «Аркигрэм» (1961—1974), а также итальянские дизайн-компании «Архизум» (1966—1974) и «Суперстудия» (1966—1978).
Группа «Аркигрэм» (название которой было образовано от слов «архитектура» и «телеграмма») в своих проектах воплощала идею «срочного послания новому поколению», опираясь на книги «Теория и дизайн в Первый век машины» английского критика архитектуры Рейнера Бэнэма (1960) и «Фантастическая архитектура» немецких историков искусства Ульриха Конрадса и Ханса Сперлиха (1960, первое английское здание — 1963). Для проектов группы характерны портативность, опора на личный выбор потребителя, идея одноразовости предметов, а также учёт возможности повторного использования материалов.
Большинство проектов группы «Аркигрэм» осталось в виде бумажных проектов, коллажей и моделей. Так, «Проект шагающего города» Рона Херрона (1964) представлял собой предложение по технологии выживания после ядерной войны: люди, согласно этому проекту, будут жить в огромных движущихся капсулах, которые смогут передвигаться среди руин городов.
Члены «Архизума» развивали идею о пост-урбаническом обществе, местом обитания которого является бесконечный город, охватывающий пространство полностью и, поэтому, делающий бессмысленным такое понятие, как «окружающий пейзаж».
«Суперстудия», ставя под сомнение необходимость рационализма, разрабатывала проекты «суперструктур», которые должны в будущем заменить традиционный город. В основе этих проектов лежали различные стандартизированные модули, с помощью которых как города, так и ландшафты можно было расширять до бесконечности. Предполагалось, что в новой среде обитания у каждого индивидуума будет собственное пространство, «свободное от объектов и давления потребительской идеологии». Позже «Суперстудия» на основе некоторых идей «суперструктур» разработала коллекцию мебели из дешёвого пластмассового ламината.